# Gervon Dexter
Gervon Dexter Sr. (Lake Wales, 5 ottobre 2001) è un giocatore di football americano statunitense che milita nel ruolo di defensive tackle per i Chicago Bears della National Football League (NFL).

## Carriera

### Chicago Bears
Al college Dexter giocò a football a Florida. Fu scelto nel corso del secondo giro (53º assoluto) del Draft NFL 2023 dai Chicago Bears. Debuttò come professionista partendo come titolare nella gara del primo turno contro i Green Bay Packers. La sua stagione da rookie si chiuse con 20 tackle e 2,5 sack disputando tutte le 17 partite, di cui una come titolare.